# Conophytum herreanthus
Conophytum herreanthus är en isörtsväxtart. Conophytum herreanthus ingår i släktet Conophytum, och familjen isörtsväxter.

## Underarter
Arten delas in i följande underarter:
- C. h. herreanthus
- C. h. rex